# 柏拉图烃
柏拉图烃是柏拉图立体的分子表现形式，其中顶点由碳原子取代，边由原子间的化学键表示。

## 概要
并非所有的柏拉图立体都有有机分子相对应：
- 四价的碳不能满足正二十面体，因为每一个顶点有五条边相连。虽然有五配位的碳，如CH5+，但这不太可能，虽然已观测到正二十面体和正八面体[2]的硼烷。[3]
- 角张力阻止了八面体的形成，[4]且每个顶点与四条边相连，将不会有氢原子，从而这个假设的八面体的分子将是碳元素的一个同素异形体，C6，而不是烃。八面体的存在性不能被完全排除，但计算表明，它是不太可能的。[3]

另一方面，以下柏拉图烃已经被合成：
- 立方烷（C8H8）；
- 正十二面体烷（C20H20）。

正四面体烷（C4H4）尚未被合成，尽管有大键角和相应的角张力，但它被动力学预测为是稳定的。已经制得的四面体烃包括正四面体烷的四叔丁基取代物和四(三甲基硅基)正四面体烷。
随着框架中的碳原子越来越多，烃的几何形状更接近一个球体，碳“笼”所包围的空间也在增加。这种趋势继续下去，就变成了布基球或球形富勒烯（C60）。虽然富勒烯不是烃，但它具有一个阿基米德立体——截角二十面体的形状。

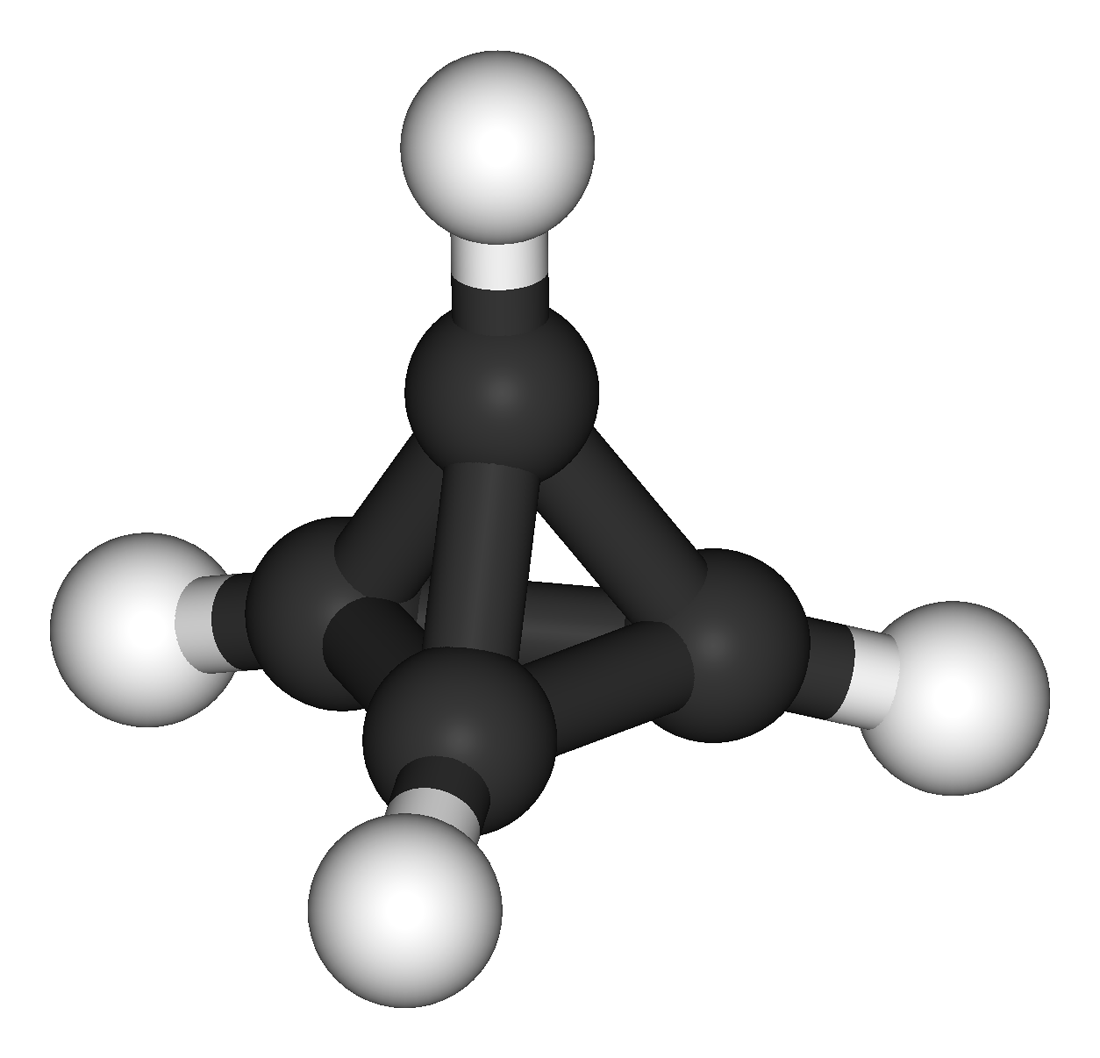
正四面体烷
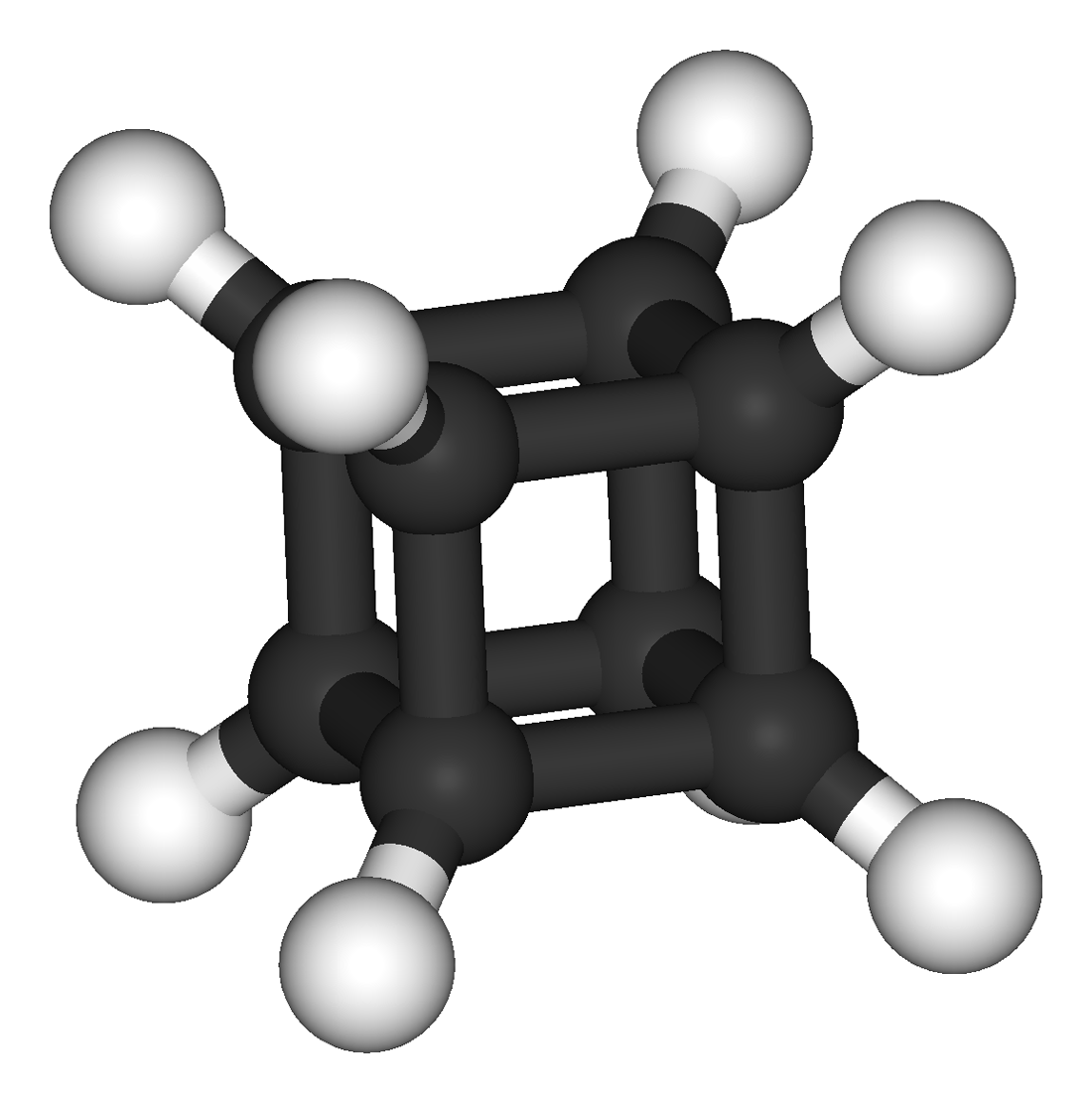
立方烷
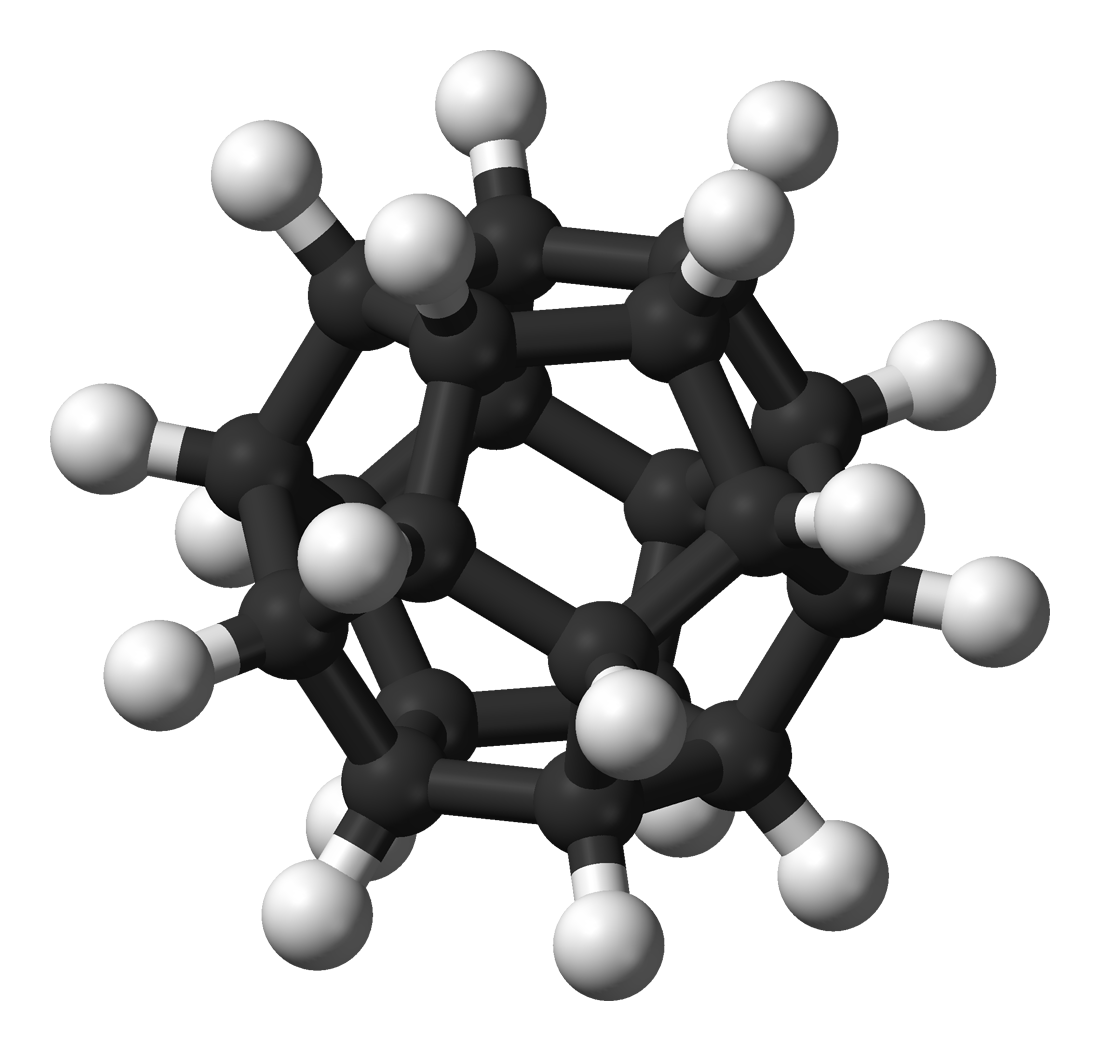
正十二面体烷

## 另見
- 名稱獨特的化學物質列表